# Réans
Réans (gaskognisch Rehans) ist eine französische Gemeinde mit 290 Einwohnern (Stand 1. Januar 2022) im Département Gers in der Region Okzitanien (vor 2016 Midi-Pyrénées). Sie gehört zum Kanton Grand-Bas-Armagnac und im Arrondissement Condom.

## Lage
Réans liegt etwa sechs Kilometer westlich von Eauze und 70 Kilometer nordnordöstlich von Pau. Réans wird umgeben von den Nachbargemeinden Cazaubon im Nordwesten und Norden, Eauze im Osten, Manciet im Süden und Campagne-d’Armagnac im Westen.

## Bevölkerungsentwicklung
| Jahr                       | 1962 | 1968 | 1975 | 1982 | 1990 | 1999 | 2006 | 2011 | 2020 |
| Einwohner                  | 284  | 261  | 255  | 282  | 267  | 257  | 250  | 246  | 283  |
| Quellen: Cassini und INSEE |      |      |      |      |      |      |      |      |      |

## Sehenswürdigkeiten
- Kirche Saint-Martin, 1820 wieder errichtet

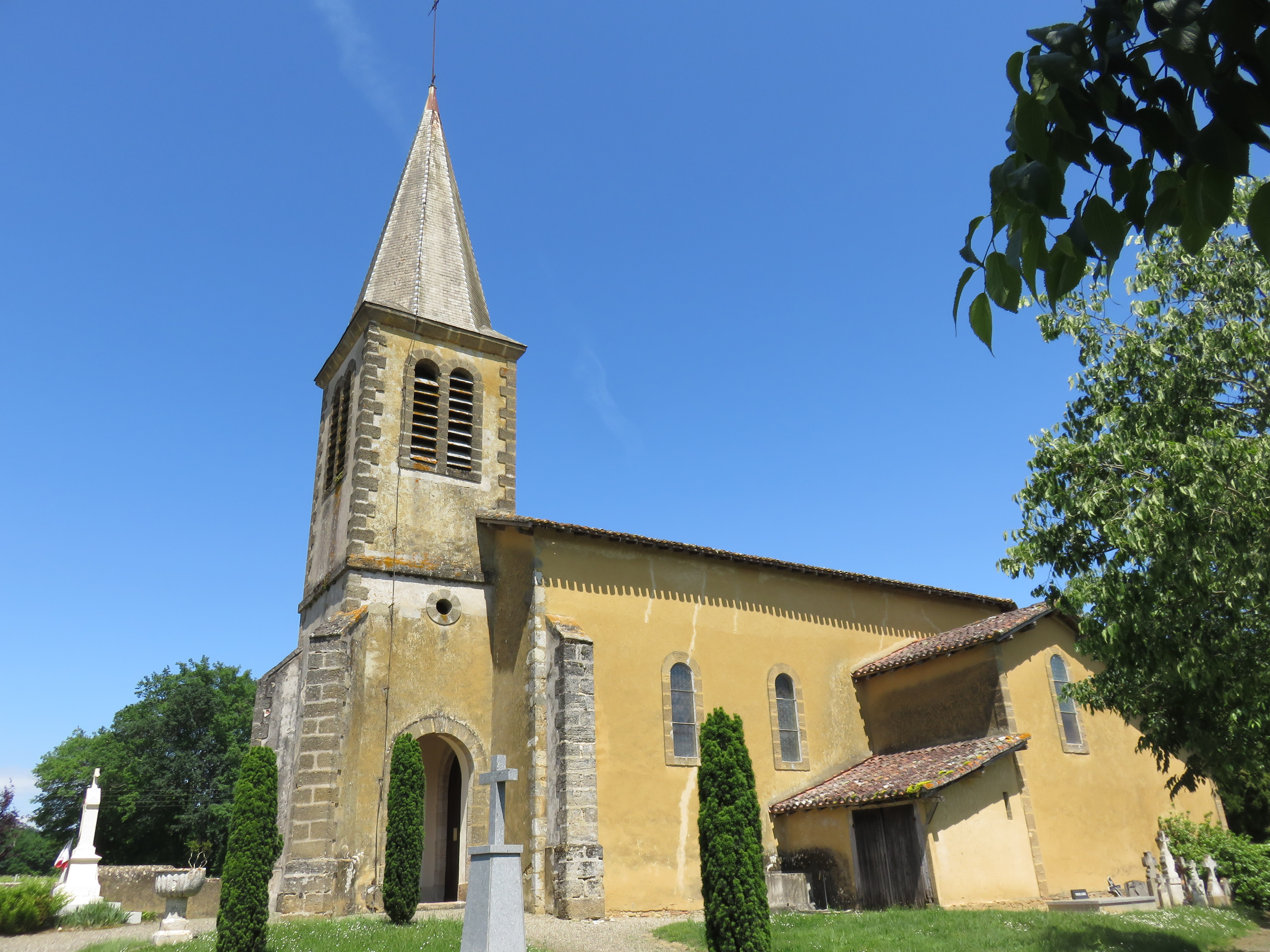
Kirche Saint-Martin
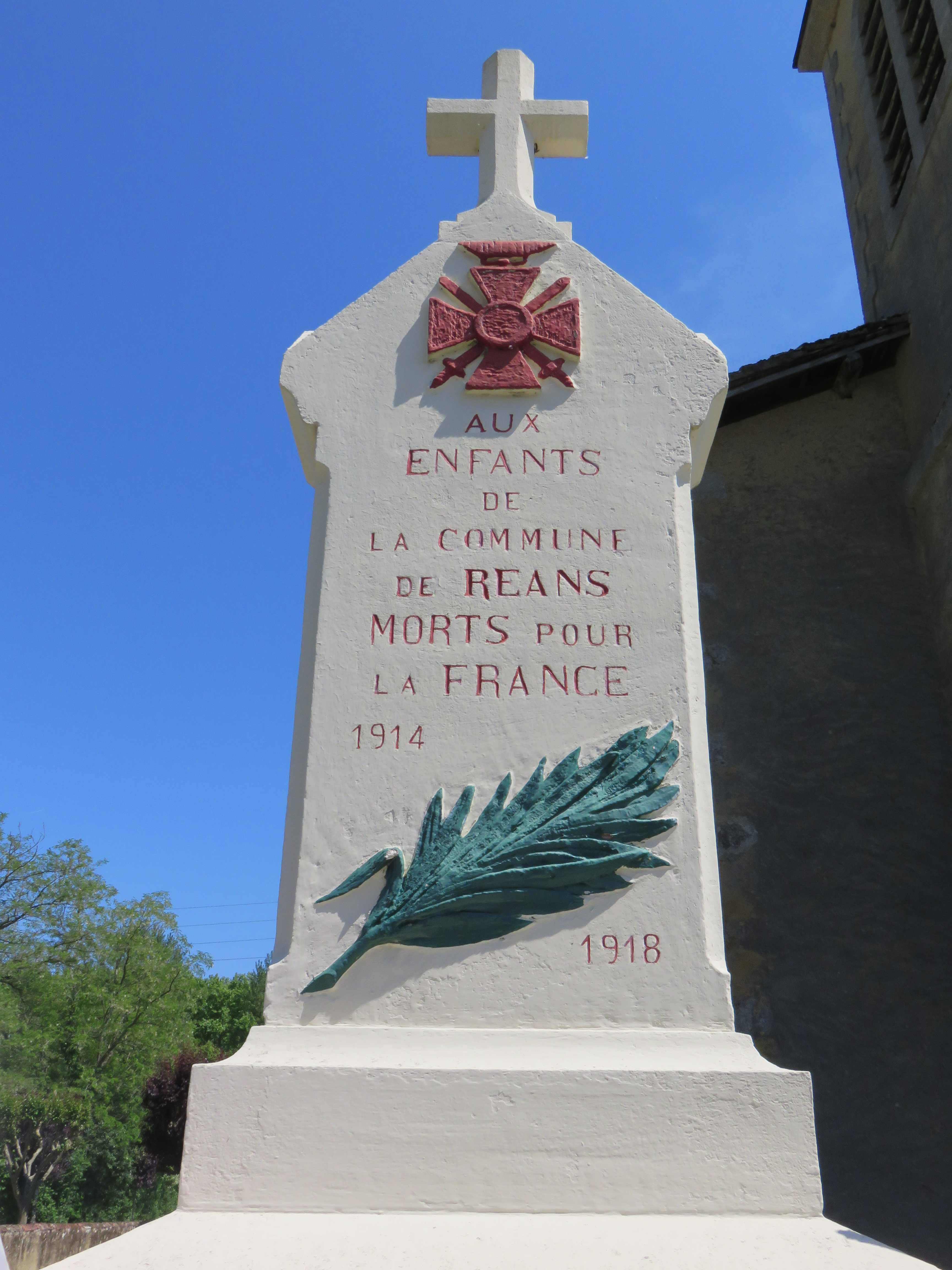
Gefallenendenkmal
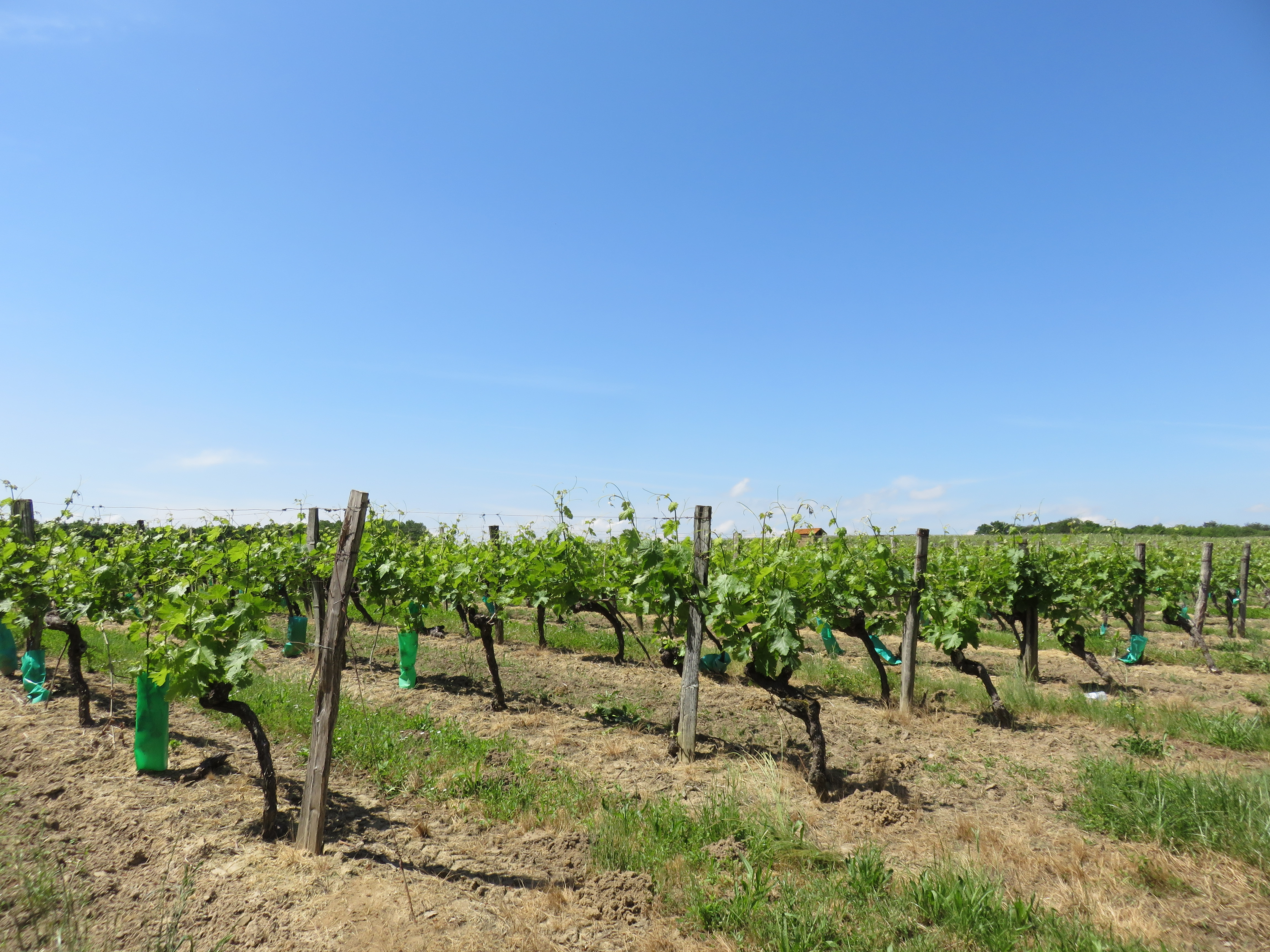
Weinreben in Réans